# Семяновиці-Шльонські
Семяновиці-Шльонські (пол. Siemianowice Śląskie, нім. Siemianowitz, Laurahütte) — місто в Польщі, на річці Бриниця (пол. Brynica). Розташоване у Верхньосілезькому вугільному басейні.

## Економіка
У місті базується гірниче підприємство Fosroc Poland.

## Демографія
Демографічна структура станом на 31 березня 2011 року:
|          | Загалом | Допрацездатний вік | Працездатний вік | Постпрацездатний вік |
| -------- | ------- | ------------------ | ---------------- | -------------------- |
| Чоловіки | 33632   | 5727               | 23801            | 4104                 |
| Жінки    | 36537   | 5552               | 22006            | 8979                 |
| Разом    | 70169   | 11279              | 45807            | 13083                |

## Уродженці
- Міхал Брись (* 1970) — польський актор.
- Кароль Ґвуздзь (* 1987) — сілезький поет та композитор.
- Войцех Корфантий (1873—1939) — польский політичний діяч, терорист.
- Александр Ласонь — польський композитор.
- Ян Шидляк (1925—1997) — член Політбюро ЦК ПОРП.